# Edward Janiak
Edward Janiak (Malczyce, 14 agosto 1952 – Breslavia, 23 settembre 2021) è stato un vescovo cattolico polacco.

## Biografia
Edward Janiak nacque a Malczyce il 14 agosto 1952. Anche un suo fratello minore, Krzysztof, è sacerdote.

### Formazione e ministero sacerdotale
Nel 1971 conseguì la maturità scientifica presso la Scuola tecnica dell'industria del legno di Sobieszów. Prima di entrare nel seminario teologico, studiò per due anni presso la Facoltà di tecnologia del legno dell'Università di agraria di Poznań.
Dal 1973 al 1979 studiò filosofia e teologia presso la Pontificia Facoltà di Teologia di Breslavia conseguendo, infine, la laurea in teologia. Allo stesso tempo, ricevette la formazione per il sacerdozio presso il seminario metropolitano maggiore di Breslavia.
Il 19 maggio 1979 fu ordinato presbitero per l'arcidiocesi di Breslavia nella cattedrale arcidiocesana da monsignor Wincenty Urban, vescovo ausiliare di Breslavia. Dal 1979 al 1983 prestò servizio come vicario parrocchiale della parrocchia di San Giovanni Apostolo ed Evangelista a Oleśnica. Nello stesso periodo proseguì gli studi presso la Pontificia Facoltà di Teologia di Breslavia e nel 1983 si laureò in teologia morale. Lo stesso anno venne inviato a Roma per studi. Nel 1986 conseguì il dottorato in teologia morale presso la Pontificia università "San Tommaso d'Aquino". Dal 1986 al 1987 fu parroco della missione cattolica polacca a Dortmund. Rientrato in patria, lavorò negli archivi dell'arcidiocesi e fu anche il segretario del cardinale arcivescovo Henryk Roman Gulbinowicz dal 1988 al 1996. Nel 1988 venne nominato vicedirettore del dipartimento per la carità della curia metropolitana e dal 1989 al 1996 prestò servizio come direttore della neonata Caritas arcidiocesana di Breslavia.
Nel 1987 venne nominato professore assistente presso il Dipartimento di teologia morale generale della Pontificia Facoltà di Teologia di Breslavia e docente presso il seminario maggiore teologico metropolitano di Breslavia. Tenne conferenze su argomenti di teologia morale, teologia pastorale e attività caritativa della Chiesa. Dal 1989 al 1992 fu direttore amministrativo della Pontificia Facoltà di Teologia e del seminario maggiore teologico metropolitano.
Fu anche membro del consiglio presbiterale, del collegio dei consultori e del comitato per gli audit delle istituzioni ecclesiastiche dell'arcidiocesi di Breslavia. Nel 1992 venne nominato cappellano di Sua Santità.

### Ministero episcopale
Il 26 ottobre 1996 papa Giovanni Paolo II lo nominò vescovo ausiliare di Breslavia e titolare di Scilio. Ricevette l'ordinazione episcopale il 30 novembre successivo nella cattedrale di San Giovanni Battista a Breslavia dal cardinale Henryk Roman Gulbinowicz, arcivescovo metropolita di Breslavia, co-consacranti l'arcivescovo Józef Kowalczyk, nunzio apostolico in Polonia, e il vescovo Sławoj Leszek Głódź, ordinario militare per la Polonia. Come motto scelse l'espressione "Oportet servire".
Prestò servizio come vicario generale e poi divenne il capo della segreteria del 46º congresso eucaristico internazionale di Breslavia. Fu anche prevosto del capitolo metropolitano di Breslavia.
Il 21 luglio 2012 papa Benedetto XVI lo nominò vescovo di Kalisz. Prese possesso della diocesi il 12 settembre successivo con una cerimonia nella cattedrale di San Nicola a Kalisz.
Nel novembre del 2005 e nel febbraio del 2014 compì la visita ad limina.
In seno alla Conferenza episcopale polacca fu presidente del consiglio per le migrazioni, il turismo e i pellegrinaggi; membro della commissione per i polacchi all'estero; membro del consiglio nazionale della Caritas; delegato per gli immigranti e delegato per i lavoratori della Guardia Forestale, della gestione dell'acqua e della protezione dell'ambiente. Fu anche assistente ecclesiastico della Società di assistenza "Sant'Alberto", un ente di beneficenza cattolico che opera dal 1981 in favore di uomini, donne, madri single, vittime di violenza, bambini di famiglie povere, anziani, detenuti e senza dimora fissa dimora.
Il 17 dicembre 2011 papa Benedetto XVI lo nominò membro del Pontificio consiglio della pastorale per i migranti e gli itineranti. Fu anche membro della Commissione internazionale cattolica per le migrazioni.

#### Accuse di occultamento di abusi sessuali e delle loro conseguenze
Nel maggio del 2020 il film Zabawa w chowanego lo accusò di non avere avviato un procedimento canonico e di non aver rimosso dal ministero attivo un prete accusato di abusi sessuali su minori e di avere trasferito, quando era vescovo ausiliare di Breslavia, un presbitero accusato di atti di pedofilia nella diocesi di Bydgoszcz. Dopo la pubblicazione del film, il primate Wojciech Polak, che era il delegato per la protezione dell'infanzia e della gioventù della Conferenza episcopale polacca, annunciò che si sarebbe appallato alla Santa Sede per avviare un procedimento per le omissioni dei superiori di sacerdoti che avevano molestato minori, come descritto nel film.
I sacerdoti membri del consiglio presbiterale rifiutarono al vescovo ausiliare Łukasz Mirosław Buzun di firmare una lettera di sostegno all'ordinario e indirizzarono una missiva al papa chiedendo spiegazioni sulle accuse formulate. Monsignor Janiak scirsse una lettera pastorale alle diocesi in cui dichiarava di essere diventato vittima di una campagna mediatica, mentre in uno scritto inviato ad alcuni vescovi e poi pubblicato da alcuni mezzi di comunicazione, criticò le azioni intraprese dal primate, considerandole fonte di confusione e un attacco all'immagine della Chiesa cattolica. In risposta, il primate di Polonia affermò che il suo comportamento non era una manifestazione di preoccupazione per il benessere delle vittime e per il vero bene della Chiesa, nonché per l'attuazione della missione di protezione dei bambini e dei giovani.
Nel giugno del 2020 venne rivelato dai media che nel febbraio del 2018 il rettore del seminario maggiore di Kalisz, don Piotr Górski aveva presentato una denuncia contro il vescovo Janiak alla nunziatura apostolica in Polonia per quanto riguardava la tolleranza degli abusi sessuali sui minori e dell'omosessualità attiva tra i sacerdoti. Il rettore si era espresso in modo sfavorevole all'ordinazione diaconale di un chierico che mostrava inclinazioni omosessuali e che sul computer conservava materiale pornografico e pedopornografico. Il vescovo Janiak intraprese azioni di mobbing contro il rettore che si opponeva all'ordinazione.
Nel maggio del 2020 la Congregazione per i vescovi ha incaricò monsignor Stanisław Gądecki, arcivescovo metropolita di Poznań, di condurre un'indagine preliminare sulle accuse contro il vescovo di Kalisz nella gestione dei casi di abusi su minori da parte di alcuni ecclesiastici. L'indagine si concluse nel luglio successivo. Nel frattempo, nel mese di giugno del 2020 la Congregazione per il clero commissionò una visita apostolica al seminario di Kalisz. La commissione concluse la sua indagine nel settembre del 2020 e presentò la documentazione raccolta alla Congregazione tramite la nunziatura apostolica.
Il 25 giugno 2020 papa Francesco nominò monsignor Grzegorz Ryś, arcivescovo metropolita di Łódź, amministratore apostolico sede plena della diocesi di Kalisz. Monsignor Janiak rimase nominalmente vescovo diocesano ma perse il controllo della diocesi. Gli fu inoltre ordinato di lasciare il territorio diocesano per tutta la durata dell'indagine svolta dalla Santa Sede.
Il 17 ottobre 2020 papa Francesco accettò la sua rinuncia al governo pastorale della diocesi e nominò l'arcivescovo Grzegorz Ryś amministratore apostolico sede vacante. Lo stesso giorno la nunziatura apostolica informò anche della chiusura temporanea del seminario maggiore di Kalisz a seguito della visita apostolica. I seminaristi furono trasferiti nel seminario arcivescovile di Poznań.
Il 29 marzo 2021 la nunziatura apostolica in Polonia pubblicò un messaggio della Santa Sede secondo il quale a monsignor Janiak era stato ordinato di vivere fuori dalla diocesi di Kalisz, vietato di partecipare a celebrazioni religiose pubbliche o incontri di laici nella sua zona e ordinato di offrire una somma adeguata con fondi personali alla Fondazione "San Giuseppe", istituita dalla Conferenza episcopale polacca per prevenire gli abusi sessuali nella Chiesa cattolica.
Colpito da un carcinoma del polmone complicato da metastasi, morì presso il Centro oncologico della Bassa Slesia a Breslavia intorno alle ore 12 del 23 settembre 2021 all'età di 69 anni. Una prima celebrazione di esequie si tenne il 28 settembre alle ore 16 nella cattedrale di San Nicola a Kalisz e venne presieduta da monsignor Stanisław Gądecki, arcivescovo metropolita di Poznań. Una seconda celebrazione si tenne il giorno successivo nella chiesa di San Lorenzo a Breslavia e venne presieduta da monsignor Józef Kupny, arcivescovo metropolita di Breslavia. Al termine del rito fu sepolto nel locale cimitero di San Lorenzo.

## Onorificenze
Nel 2004 gli fu concessa la cittadinanza onoraria di Malczyce.
Nel 2004 venne insignito del titolo di Guardia forestale dell'anno e ricevette la statuetta di quercia di "Przegląd Leśniczy" per le attività pastorali e sociali tra i forestali. Nel 2011 gli fu assegnato un premio dalla Società di assistenza "Sant'Alberto".
Nel 2015 venne ammesso nella confraternita dell'Ordine Paolino.

## Genealogia episcopale
La genealogia episcopale è:
- Cardinale Scipione Rebiba
- Cardinale Giulio Antonio Santorio
- Cardinale Girolamo Bernerio, O.P.
- Vescovo Claudio Rangoni
- Arcivescovo Wawrzyniec Gembicki
- Arcivescovo Jan Wężyk
- Vescovo Piotr Gembicki
- Vescovo Jan Gembicki
- Vescovo Bonawentura Madaliński
- Vescovo Jan Małachowski
- Arcivescovo Stanisław Szembek
- Vescovo Felicjan Konstanty Szaniawski
- Vescovo Andrzej Stanisław Załuski
- Arcivescovo Adam Ignacy Komorowski
- Arcivescovo Władysław Aleksander Łubieński
- Vescovo Andrzej Stanisław Młodziejowski
- Arcivescovo Kasper Kazimierz Cieciszowski
- Vescovo Franciszek Borgiasz Mackiewicz
- Vescovo Michał Piwnicki
- Arcivescovo Ignacy Ludwik Pawłowski
- Arcivescovo Kazimierz Roch Dmochowski
- Arcivescovo Wacław Żyliński
- Vescovo Aleksander Kazimierz Bereśniewicz
- Arcivescovo Szymon Marcin Kozłowski
- Vescovo Mečislovas Leonardas Paliulionis
- Arcivescovo Bolesław Hieronim Kłopotowski
- Arcivescovo Jerzy Józef Elizeusz Szembek
- Vescovo Stanisław Kazimierz Zdzitowiecki
- Cardinale Aleksander Kakowski
- Cardinale August Hlond, S.D.B.
- Cardinale Stefan Wyszyński
- Cardinale Henryk Roman Gulbinowicz
- Vescovo Edward Janiak